# Shorttrack-Weltcup 2012/13
Der Shorttrack-Weltcup 2012/13 (Sponsorenname: Samsung World Cup Short Track ISU 2012/13) ist eine von der Internationalen Eislaufunion (ISU) veranstaltete Wettkampfserie im Shorttrack. Die Wettbewerbe fanden in der Zeit vom 21. Oktober 2012 mit Calgary als erster Wettkampfstation bis zum 10. Februar 2013 mit dem Weltcupfinale in Dresden statt. Weltcups werden nur in den Einzeldisziplinen vergeben, im Gegensatz zu den meisten anderen Wintersportarten gibt es keine Gesamtweltcupwertung.

## Austragungsorte
Die Veranstaltungsreihe des Weltcups bestand aus sechs Veranstaltungen, die sich sowohl zeitlich wie auch geographisch in drei Zweierserien unterteilen lassen (wie man letzteres auch schön auf nebenstehender Weltkarte erkennen kann). Die ersten beiden Veranstaltungen fanden Ende Oktober in Nordamerika statt, nämlich in den beiden kanadischen Städten Calgary und Montreal. Die zweite Zweierserie folgte Anfang Dezember in Ostasien mit dem japanischen Nagoya und dem chinesischen Shanghai als Veranstaltungsorte. Schließlich folgte Anfang Februar die dritte und letzte Zweierserie in Europa mit dem russischen Sotschi, Veranstaltungsort der Olympischen Spiele im darauffolgenden Jahr, sowie mit dem Weltcupfinale in Dresden.
Bei jeder Veranstaltung liefen Damen und Herren je einmal die Einzelstrecken 500 Meter, 1000 Meter und 1500 Meter. Abwechselnd wurde je eine dieser drei Strecken bei jeder Veranstaltung ein zweites Mal gelaufen, bei der ersten und vierten Veranstaltung die 1000 Meter, bei der zweiten und fünften Veranstaltung die 500 Meter sowie bei der dritten und sechsten Veranstaltung die 1500 Meter. Somit wurde jede Einzelstrecke insgesamt achtmal gelaufen. Dazu kam bei Damen und Herren in jedem Veranstaltungsort jeweils ein Staffelrennen über 3000 Meter bzw. 5000 Meter. Schließlich gab es noch bei jeder Veranstaltung, getrennt für Damen und Herren, eine Länderwertung. In die Länderwertung flossen die Weltcuppunkte aus dem Staffelrennen sowie jeweils die beiden besten Sportlerinnen bzw. Sportler mit ihren Weltcuppunkten aus den Einzelrennen ein. Gewertet wurden nur Länder, die bei allen fünf Wettbewerben jeweils mindestens einen Weltcuppunkt erreicht haben.

## Ergebnisse

### Damen

#### Calgary
| Datum            | Wettbewerb     | Sieger                                                   | Zweiter                                                       | Dritter                                              |
| 21. Oktober 2012 | 500 m          | Wang Meng                                                | Liu Qiuhong                                                   | Arianna Fontana                                      |
| 20. Oktober 2012 | 1000 m (1)     | Lee So-youn                                              | Elise Christie                                                | Liu Qiuhong                                          |
| 21. Oktober 2012 | 1000 m (2)     | Shim Suk-hee                                             | Marie-Eve Drolet                                              | Kim Min-jung                                         |
| 20. Oktober 2012 | 1500 m         | Shim Suk-hee                                             | Cho Ha-ri                                                     | Li Jianrou                                           |
| 21. Oktober 2012 | 3000 m Staffel | SüdkoreaCho Ha-ri Choi Ji-hyun Kim Min-jung Shim Suk-hee | Volksrepublik ChinaFan Kexin Li Jianrou Liu Qiuhong Wang Meng | JapanYui Sakai Biba Sakurai Sayuri Shimizu Ayuko Itō |
| 21. Oktober 2012 | Teamwertung    | Südkorea                                                 | Volksrepublik China                                           | Kanada                                               |

#### Montreal
| Datum            | Wettbewerb     | Sieger                                                      | Zweiter                                                                 | Dritter                                              |
| 27. Oktober 2012 | 500 m (1)      | Wang Meng                                                   | Jessica Gregg                                                           | Liu Qiuhong                                          |
| 28. Oktober 2012 | 500 m (2)      | Jessica Gregg                                               | Marianne St-Gelais                                                      | Caroline Truchon                                     |
| 28. Oktober 2012 | 1000 m         | Valerie Maltais                                             | Elise Christie                                                          | Cho Ha-ri                                            |
| 27. Oktober 2012 | 1500 m         | Shim Suk Hee                                                | Cho Ha-ri                                                               | Li Jianrou                                           |
| 28. Oktober 2012 | 3000 m Staffel | Volksrepublik ChinaFan Kexin Kong Xue Liu Qiuhong Wang Meng | KanadaJessica Gregg Valérie Maltais Marianne St-Gelais Caroline Truchon | JapanYui Sakai Biba Sakurai Sayuri Shimizu Ayuko Itō |
| 28. Oktober 2012 | Teamwertung    | Kanada                                                      | Volksrepublik China                                                     | Südkorea                                             |

#### Nagoya
| Datum            | Wettbewerb     | Sieger                                                      | Zweiter                                                   | Dritter                                              |
| 2. Dezember 2012 | 500 m          | Wang Meng                                                   | Liu Qiuhong                                               | Shim Suk Hee                                         |
| 1. Dezember 2012 | 1000 m         | Elise Christie                                              | Kim Min-jung                                              | Lee Soyoun                                           |
| 1. Dezember 2012 | 1500 m (1)     | Shim Suk Hee                                                | Park Seung-hi                                             | Cho Ha-ri                                            |
| 2. Dezember 2012 | 1500 m (2)     | Lee Soyoun                                                  | Elise Christie                                            | Kong Xue                                             |
| 2. Dezember 2012 | 3000 m Staffel | Volksrepublik ChinaFan Kexin Kong Xue Liu Qiuhong Wang Meng | SüdkoreaCho Ha-ri Kim Min-jung Park Seung-hi Shim Suk Hee | JapanAyuko Itō Yui Sakai Biba Sakurai Sayuri Shimizu |
| 2. Dezember 2012 | Teamwertung    | Südkorea                                                    | Volksrepublik China                                       | Kanada                                               |

#### Shanghai
| Datum            | Wettbewerb     | Sieger                                                     | Zweiter                                              | Dritter                                                               |
| 9. Dezember 2012 | 500 m          | Wang Meng                                                  | Fan Kexin                                            | Marianne St-Gelais                                                    |
| 8. Dezember 2012 | 1000 m (1)     | Park Seung-hi                                              | Wang Meng                                            | Elise Christie                                                        |
| 9. Dezember 2012 | 1000 m (2)     | Shim Suk Hee                                               | Li Jianrou                                           | Kim Min-jung                                                          |
| 8. Dezember 2012 | 1500 m         | Shim Suk Hee                                               | Li Jianrou                                           | Cho Ha-ri                                                             |
| 9. Dezember 2012 | 3000 m Staffel | Volksrepublik ChinaFan Kexin Kong Xue Li Jianrou Wang Meng | JapanAyuko Itō Yui Sakai Biba Sakurai Sayuri Shimizu | ItalienArianna Fontana Cecilia Maffei Martina Valcepina Elena Viviani |
| 9. Dezember 2012 | Teamwertung    | Volksrepublik China                                        | Südkorea                                             | Kanada                                                                |

#### Sotschi
| Datum           | Wettbewerb     | Sieger                                                        | Zweiter                                                                  | Dritter                                                               |
| 2. Februar 2013 | 500 m (1)      | Wang Meng                                                     | Arianna Fontana                                                          | Liu Qiuhong                                                           |
| 3. Februar 2013 | 500 m (2)      | Fan Kexin                                                     | Arianna Fontana                                                          | Gabrielle Waddell                                                     |
| 3. Februar 2013 | 1000 m         | Park Seung-hi                                                 | Elise Christie                                                           | Shim Suk Hee                                                          |
| 2. Februar 2013 | 1500 m         | Shim Suk Hee                                                  | Li Jianrou                                                               | Elise Christie                                                        |
| 3. Februar 2013 | 3000 m Staffel | Volksrepublik ChinaFan Kexin Li Jianrou Liu Qiuhong Wang Meng | KanadaMarie-Ève Drolet Jessica Hewitt Valérie Maltais Marianne St-Gelais | ItalienArianna Fontana Cecilia Maffei Martina Valcepina Elena Viviani |
| 3. Februar 2013 | Teamwertung    | Volksrepublik China                                           | Südkorea                                                                 | Kanada                                                                |

#### Dresden
| Datum            | Wettbewerb     | Sieger                                                                         | Zweiter                                                                  | Dritter                                                       |
| 10. Februar 2013 | 500 m          | Wang Meng                                                                      | Marianne St-Gelais                                                       | Liu Qiuhong                                                   |
| 9. Februar 2013  | 1000 m         | Shim Suk Hee                                                                   | Lee Soyoun                                                               | Park Seung-hi                                                 |
| 9. Februar 2013  | 1500 m (1)     | Elise Christie                                                                 | Kim Min-jung                                                             | Marie-Eve Drolet                                              |
| 10. Februar 2013 | 1500 m (2)     | Shim Suk Hee                                                                   | Kim Min-jung                                                             | Li Jianrou                                                    |
| 10. Februar 2013 | 3000 m Staffel | NiederlandeJorien ter Mors Sanne van Kerkhof Yara van Kerkhof Lara van Ruijven | KanadaMarie-Ève Drolet Jessica Hewitt Valérie Maltais Marianne St-Gelais | Volksrepublik ChinaFan Kexin Li Jianrou Liu Qiuhong Wang Meng |
| 10. Februar 2013 | Teamwertung    | Südkorea                                                                       | Volksrepublik China                                                      | Kanada                                                        |

#### Weltcupstände
| Rang | Name               | Punkte |
| ---- | ------------------ | ------ |
| 1    | Wang Meng          | 6000   |
| 2    | Liu Qiuhong        | 3730   |
| 3    | Fan Kexin          | 3562   |
| 4    | Marianne St-Gelais | 3372   |
| 5    | Arianna Fontana    | 2722   |
| 6    | Jessica Gregg      | 2312   |
| 7    | Tatjana Borodulina | 1817   |
| 8    | Caroline Truchon   | 1725   |

| Rang | Name            | Punkte |
| ---- | --------------- | ------ |
| 1    | Elise Christie  | 4552   |
| 2    | Shim Suk-hee    | 3640   |
| 3    | Park Seung-hi   | 2640   |
| 4    | Lee Soyoun      | 2475   |
| 5    | Liu Qiuhong     | 2444   |
| 6    | Kim Min-jung    | 2300   |
| 7    | Valérie Maltais | 2298   |
| 8    | Yui Sakai       | 1909   |

| Rang | Name             | Punkte |
| ---- | ---------------- | ------ |
| 1    | Shim Suk-hee     | 6000   |
| 2    | Li Jianrou       | 3548   |
| 3    | Kim Min-jung     | 3136   |
| 4    | Cho Ha-ri        | 2880   |
| 5    | Elise Christie   | 2440   |
| 6    | Marie-Eve Drolet | 2165   |
| 7    | Kong Xue         | 1843   |
| 8    | Olga Belyakova   | 1582   |

| Rang | Team                | Punkte |
| ---- | ------------------- | ------ |
| 1    | Volksrepublik China | 4000   |
| 2    | Kanada              | 2912   |
| 3    | Südkorea            | 2824   |
| 4    | Japan               | 2720   |
| 5    | Italien             | 2100   |
| 6    | Niederlande         | 1734   |
| 7    | Russland            | 1614   |
| 8    | Vereinigte Staaten  | 1328   |

| Rang | Team                   | Punkte |
| ---- | ---------------------- | ------ |
| 1    | Südkorea               | 5393   |
| 2    | Volksrepublik China    | 4744   |
| 3    | Kanada                 | 3938   |
| 4    | Niederlande            | 1675   |
| 5    | Vereinigtes Königreich | 1287   |
| 5    | Italien                | 1252   |
| 7    | Vereinigte Staaten     | 1233   |
| 8    | Russland               | 764    |

### Herren

#### Calgary
| Datum            | Wettbewerb     | Sieger                                                      | Zweiter                                                                        | Dritter                                                            |
| 21. Oktober 2012 | 500 m          | J.R. Celski                                                 | Charles Hamelin                                                                | John-Henry Krueger                                                 |
| 20. Oktober 2012 | 1000 m (1)     | Wladimir Grigorjew                                          | Olivier Jean                                                                   | J.R. Celski                                                        |
| 21. Oktober 2012 | 1000 m (2)     | Wiktor Ahn                                                  | Michael Gilday                                                                 | Kwak Yoon-gy                                                       |
| 20. Oktober 2012 | 1500 m         | Noh Jinkyu                                                  | Kwak Yoon-gy                                                                   | Charles Hamelin                                                    |
| 21. Oktober 2012 | 5000 m Staffel | SüdkoreaKim Byeong-jun Kwak Yoon-gy Noh Jin-kyu Sin Da Woon | RusslandWiktor Ahn Semjon Jelistratow Wladimir Grigorew Wjatscheslaw Kurginjan | KanadaMichael Gilday Charles Hamelin François Hamelin Olivier Jean |
| 21. Oktober 2012 | Teamwertung    | Südkorea                                                    | Russland                                                                       | Kanada                                                             |

#### Montreal
| Datum            | Wettbewerb     | Sieger                                                      | Zweiter                                                           | Dritter                                                                        |
| 27. Oktober 2012 | 500 m (1)      | Liang Wenhao                                                | Charles Hamelin                                                   | Olivier Jean                                                                   |
| 28. Oktober 2012 | 500 m (2)      | Guillaume Bastille                                          | Michael Gilday                                                    | Liam McFarlane                                                                 |
| 28. Oktober 2012 | 1000 m         | Kwak Yoon-gy                                                | Charles Hamelin                                                   | Noh Jinkyu                                                                     |
| 27. Oktober 2012 | 1500 m         | Noh Jinkyu                                                  | J.R. Celski                                                       | Semjon Jelistratow                                                             |
| 28. Oktober 2012 | 5000 m Staffel | SüdkoreaKim Byeong-jun Kwak Yoon-gy Noh Jin-kyu Sin Da Woon | Volksrepublik ChinaChen Dequan Han Tianyu Liang Wenhao Yu Yongjun | Vereinigte StaatenJ.R. Celski Chris Creveling Travis Jayner John-Henry Krueger |
| 28. Oktober 2012 | Teamwertung    | Südkorea                                                    | Kanada                                                            | Volksrepublik China                                                            |

#### Nagoya
| Datum            | Wettbewerb     | Sieger                                                   | Zweiter                                                                    | Dritter                                                          |
| 2. Dezember 2012 | 500 m          | Robert Seifert                                           | Charles Hamelin                                                            | Travis Jayner                                                    |
| 1. Dezember 2012 | 1000 m         | Wiktor Ahn                                               | J.R. Celski                                                                | Noh Jinkyu                                                       |
| 1. Dezember 2012 | 1500 m (1)     | Kim Byeong-jun                                           | Sin Da Woon                                                                | Charles Hamelin                                                  |
| 2. Dezember 2012 | 1500 m (2)     | Noh Jinkyu                                               | Sin Da Woon                                                                | Sjinkie Knegt                                                    |
| 2. Dezember 2012 | 5000 m Staffel | SüdkoreaKwak Yoon-gy Lee Han-bin Noh Jin-kyu Sin Da Woon | NiederlandeDaan Breeuwsma Niels Kerstholt Sjinkie Knegt Freek van der Wart | Volksrepublik ChinaChen Dequan Han Tianyu Liang Wenhao Wu Dajing |
| 2. Dezember 2012 | Teamwertung    | Südkorea                                                 | Kanada                                                                     | Russland                                                         |

#### Shanghai
| Datum            | Wettbewerb     | Sieger                                                      | Zweiter                                                                    | Dritter                                                                  |
| 9. Dezember 2012 | 500 m          | Charles Hamelin                                             | Wladimir Grigorjew                                                         | Wu Dajing                                                                |
| 8. Dezember 2012 | 1000 m (1)     | Kwak Yoon-gy                                                | Liang Wenhao                                                               | Niels Kerstholt                                                          |
| 9. Dezember 2012 | 1000 m (2)     | Kwak Yoon-gy                                                | Wiktor Ahn                                                                 | Noh Jinkyu                                                               |
| 8. Dezember 2012 | 1500 m         | Wiktor Ahn                                                  | Noh Jinkyu                                                                 | Guillaume Bastille                                                       |
| 9. Dezember 2012 | 5000 m Staffel | SüdkoreaKim Byeong-jun Kwak Yoon-gy Noh Jin-kyu Sin Da Woon | NiederlandeDaan Breeuwsma Niels Kerstholt Sjinkie Knegt Freek van der Wart | KanadaGuillaume Bastille Michael Gilday Charles Hamelin François Hamelin |
| 9. Dezember 2012 | Teamwertung    | Südkorea                                                    | Kanada                                                                     | Russland                                                                 |

#### Sotschi
| Datum           | Wettbewerb     | Sieger                                                                  | Zweiter                                                                    | Dritter                                                         |
| 2. Februar 2013 | 500 m (1)      | Charles Hamelin                                                         | Wu Dajing                                                                  | Wladimir Grigorew                                               |
| 3. Februar 2013 | 500 m (2)      | Wu Dajing                                                               | Yu Jiyang                                                                  | Wladimir Grigorew                                               |
| 3. Februar 2013 | 1000 m         | Charles Hamelin                                                         | Semjon Jelistratow                                                         | J.R. Celski                                                     |
| 2. Februar 2013 | 1500 m         | Noh Jinkyu                                                              | Kim Yun-jae                                                                | Kwak Yoon-gy                                                    |
| 3. Februar 2013 | 5000 m Staffel | RusslandWiktor Ahn Semjon Jelistratow Wladimir Grigorew Jewgeni Kosulin | NiederlandeDaan Breeuwsma Niels Kerstholt Sjinkie Knegt Freek van der Wart | Volksrepublik ChinaHan Tianyu Liang Wenhao Wu Dajing Yu Yongjun |
| 3. Februar 2013 | Teamwertung    | Volksrepublik China                                                     | Kanada                                                                     | Russland                                                        |

#### Dresden
| Datum            | Wettbewerb     | Sieger                                                     | Zweiter                                                                          | Dritter                                                                 |
| 10. Februar 2013 | 500 m          | Liang Wenhao                                               | Wu Dajing                                                                        | Niels Kerstholt                                                         |
| 9. Februar 2013  | 1000 m         | Liang Wenhao                                               | Charle Cournoyer                                                                 | Wiktor Ahn                                                              |
| 9. Februar 2013  | 1500 m (1)     | Sin Da Woon                                                | J.R. Celski                                                                      | Guillaume Bastille                                                      |
| 10. Februar 2013 | 1500 m (2)     | Noh Jinkyu                                                 | Kim Yun-jae                                                                      | Wiktor Ahn                                                              |
| 10. Februar 2013 | 5000 m Staffel | SüdkoreaKim Byeong-jun Kim Yun-jae Noh Jin-kyu Sin Da Woon | NiederlandeChristiaan Bokkerink Niels Kerstholt Sjinkie Knegt Freek van der Wart | RusslandWiktor Ahn Semjon Jelistratow Wladimir Grigorew Jewgeni Kosulin |
| 10. Februar 2013 | Teamwertung    | Südkorea                                                   | Volksrepublik China                                                              | Kanada                                                                  |

#### Weltcupstände
| Rang | Name               | Punkte |
| ---- | ------------------ | ------ |
| 1    | Charles Hamelin    | 4400   |
| 2    | Wu Dajing          | 3650   |
| 3    | Liang Wenhao       | 2731   |
| 4    | Wladimir Grigorjew | 2653   |
| 5    | Robert Seifert     | 2056   |
| 6    | Guillaume Bastille | 1820   |
| 7    | Kim Byeong-Jun     | 1780   |
| 8    | François Hamelin   | 1454   |

| Rang | Name               | Punkte |
| ---- | ------------------ | ------ |
| 1    | Kwak Yoon-gy       | 4023   |
| 2    | Wiktor Ahn         | 3812   |
| 3    | Noh Jinkyu         | 3456   |
| 4    | John Celski        | 2592   |
| 5    | Liang Wenhao       | 2528   |
| 6    | Charles Hamelin    | 2210   |
| 7    | Michael Gilday     | 1882   |
| 8    | Wladimir Grigorjew | 1329   |

| Rang | Name               | Punkte |
| ---- | ------------------ | ------ |
| 1    | Noh Jinkyu         | 5800   |
| 2    | Wiktor Ahn         | 3336   |
| 3    | Sin Da-woon        | 2928   |
| 4    | Semjon Jelistratow | 2418   |
| 5    | Guillaume Bastille | 2072   |
| 6    | Kim Yun-Jae        | 1974   |
| 7    | John Celski        | 1862   |
| 8    | Michael Gilday     | 1778   |

| Rang | Team                   | Punkte |
| ---- | ---------------------- | ------ |
| 1    | Südkorea               | 4000   |
| 2    | Niederlande            | 3200   |
| 3    | Russland               | 2952   |
| 4    | Volksrepublik China    | 2592   |
| 5    | Kanada                 | 2100   |
| 6    | Vereinigtes Königreich | 1704   |
| 7    | Vereinigte Staaten     | 1346   |
| 8    | Japan                  | 1328   |

| Rang | Team                | Punkte |
| ---- | ------------------- | ------ |
| 1    | Südkorea            | 4511   |
| 2    | Volksrepublik China | 3474   |
| 3    | Kanada              | 3130   |
| 4    | Russland            | 2773   |
| 5    | Niederlande         | 2570   |
| 6    | Vereinigte Staaten  | 2270   |
| 7    | Deutschland         | 1346   |
| 8    | Japan               | 1052   |